# Ardfert
Ardfert (irisch Ard Fhearta, dt.: Höhe [des] Grabes)  ist ein Dorf bzw. eine kleine Landstadt (town) im Norden des irischen County Kerry, sieben Kilometer nordwestlich der County-Hauptstadt Tralee und fünf Kilometer östlich des Barrow Harbour, einer Seitenbucht der atlantischen Tralee Bay. Bekannt ist der Ort durch die Ruinen seiner eindrucksvollen Sakralbauten (Sankt-Brendan-Kathedrale von Ardfert, ab dem 12. Jahrhundert die Brendan dem Reisenden gewidmete Bischofskirche des Bistums Ardfert und das Franziskanerkloster Ardfert, gegründet 1253)
Die Gemeinde Ardfert gehört zur Baronie Clanmaurice (Clann Muiris) und zur Civil Parish Ardfert.

## Lage
Das Gebiet um Ardfert wird durch den schmalen Küstenfluss Tyshe (Abhainn an Taibhse) entwässert, der nordwestlich bei Banna in die Tralee-Bucht mündet.
Die nächsten Nachbargemeinden sind Ballyheigue im Nordwesten und Norden, Kilmoyly im Norden, Abbeydorney im Nordosten, Tralee im Südosten, Spa im Süden sowie Fenit im Südwesten.
Mit 771 Einwohnern (Volkszählung 2022) ist Ardfert die größte Siedlung in  einer sehr ländlich geprägten Umgebung mit zahlreichen weit voneinander entfernten einzeln stehenden Häusern und Bauernhöfen, die sich hauptsächlich mit Milchviehhaltung und Grünlandwirtschaft beschäftigen. Zum unmittelbaren Einzugsbereich von Ardfert gehören folgende Townlands
| Ardfert Oughter (Ard Fhearta Uachtair) Ardfert (Ard Fhearta) Ballinprior (Baile an Phrióra) Ballinvoher (Baile an Bhóthair) Ballymacquim Lower (Baile Mhic Cuinn Íochtarach) Ballymacquim Upper (Baile Mhic Cuinn Uachtarach) Ballyroe (An Baile Rua) Barrow (Bearrúin) Brandonwell (Muileann Bréanaill) | Carrahane Lower (Carrachán Íochtarach) Carrahane Upper (Carrachán Uachtarach) Cloon Glebe (Cluain) Collegefield (Moing an Choláiste) Commons East (An Coimín Thoir) Commons North (An Coimín Thuaidh) Commons West (An Coimín Thiar) Creegooane (Críoch Dhubháin) | Farranwilliam (Fearann Liam) Gortaspiddale (Gort an Spidéil) Graigue Glebe (An Ghráig) Kilfenora (Cill Fhionnúrach) Kill (An Chill) Killorane (Cill Iúráin) Knockaclogher (Cnoc an Chloichir) Knockavurra Glebe (Cnoc an Bhorraigh) Knockeanagh (Cnoc Éanach) Knockroe (An Cnoc Rua) | Larha (An Leathráth) Liscahane (Lios Catháin) Listrim (Lios Troim) Rahoneen (Ráth Eoghainín) Rathcrihane (Ráth Creacháin) Sackville (Sackville) Skrillagh (An Screallach) Tawlaght (Tamhlacht) Tubrid Beg (Tiobraid Bheag) Tubrid More (Tiobraid Mhór) |

## Geschichte
Die Gegend um Ardfert lag im Gebiet des Stammes der Uí Fearba (Hy Ferba), dessen Herren einst die Ó Laighin waren, bis 1169 die Normannen kamen.
Im Mittelalter bildete sich nahe dem Kloster und der Kathedrale allmählich eine Siedlung heraus, deren Kern die Straße vom damals bedeutenden Hafen Barrow Harbour zum Kloster war, die hier auf die küstennahe Straße von Tralee nach Tarbert (heutige R 551) traf.
Ardfert ist der Geburtsort von St. Brendan dem Seefahrer (um 500 n. Chr.). Im 6. Jahrhundert gründete er hier ein Kloster, doch sowohl die Siedlung als auch das Kloster wurden 1089 und 1151 durch Brände zerstört.
Die Sankt-Brendan-Kathedrale wurde während der Irischen Rebellion von 1641 zerstört.
Der normannische Einfluss ist immer noch nicht nur in der Architektur zu erkennen, sondern auch in lokalen Familien wie den Cantillons (Barons de Ballyheigue) und Fitzmaurices sowie in Ortsnamen wie Ballintobeenig, einem nahegelegenen Townland. Thomas FitzMaurice, 1. Baron von Kerry, gründete 1253 in Ardfert das Franziskanerkloster und Nicholas, der 2. Lord von Kerry, baute dort 1312 ein Leprosorium.
Bis 1660 war Ardfert Sitz des gleichnamigen Bistums, 1952 in Bistum Kerry umbenannt.
Im frühen 19. Jahrhundert war der Earl of Listowel, (Lord Hare) auch Großgrundbesitzer in Aedfert und hielt alle drei Wochen in seinem Herrenhaus Hof. Er war ein ernannter Seneschall, der diese Rechte vom Earl of Kerry, Fitzmaurice, gekauft hatte.
Ab 1880 hatte Ardfert einen Bahnhof an der Strecke von Tralee über Listowel nach Limerick. Der Personenverkehr wurde 1963 eingestellt, obwohl die Strecke durch Ardfert noch eine Weile von Güterzügen genutzt wurde, bevor die Strecke nach Listowel 1977 und dann nach Tralee 1978 endgültig geschlossen wurde. Der Bahnhof wurde 1978 geschlossen.

## Einwohnerzahlen
| Jahr      | 1991 | 1996 | 2002 | 2006 | 2011 | 2016 | 2022 |
| Einwohner | 677  | 648  | 691  | 729  | 800  | 749  | 771  |
| Quelle:   |      |      |      |      |      |      |      |

## Sehenswürdigkeiten
Ardfert ist reich an archäologischem Erbe. Die mittelalterliche Sankt-Brendan-Kathedrale und die dazugehörigen Kirchen Teampall na hÓighe und Teampall na nGrifín sind aufgrund ihrer zentralen Lage zu einer wichtigen Touristenattraktion geworden. Das Franziskanerkloster aus dem 13. Jahrhundert im Nordosten des Dorfes ist von gleicher Bedeutung, aber aufgrund seiner Randlage ist sein Beitrag zum Charakter des Ortes nicht so offensichtlich. Es war einst ein integraler Bestandteil der Ardfert Abbey – keine Abtei, sondern der Name des Talbot-Crosbie-Herrenhauses, das 1922 von der IRA durch einen Brand zerstört wurde. In Ardfert befinden sich fünf Bauwerke, die im Register der geschützten Bauwerke (RPS) aufgeführt sind. St. Brendan’s Catholic Church (geweiht 1855), die Old Gates des Earl of Glandore’s Demesne, das Talbot-Crosbie Memorial, der Ardfert Parish Room (heute ein vom Kerry County Council als verfallend eingestufter Ort) und Brandon House. Es gibt auch viele andere Bauwerke im Dorf, die nicht im RPS enthalten sind, aber als von erheblichem architektonischen und kulturellen Wert gelten, wie zum Beispiel das Ardfert Retreat Center. Bemerkenswert sind die erhaltenen Gutsmauern, die zum Charakter und zur Identität des Dorfes beitragen.

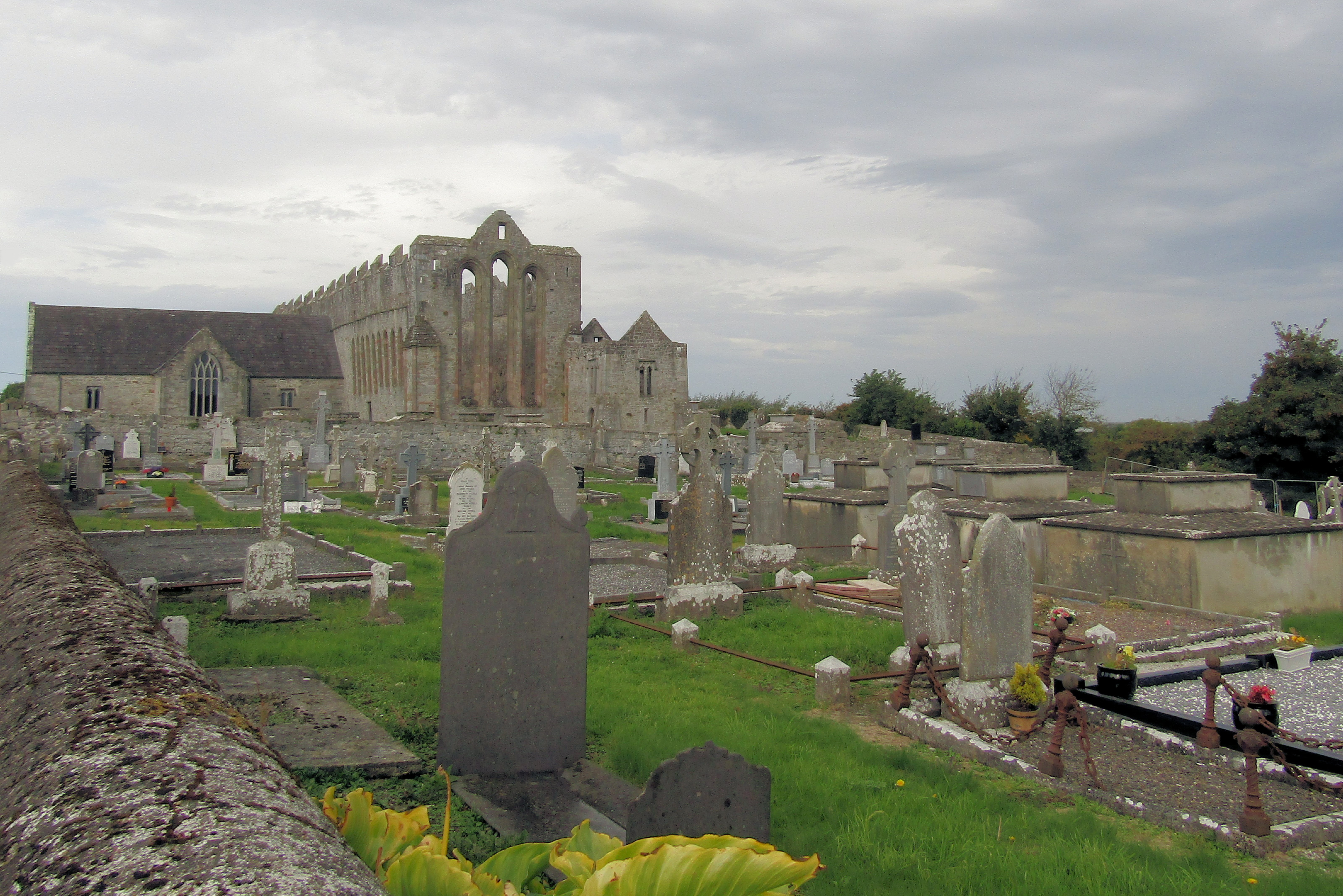
Sankt-Brendan-Kathedrale
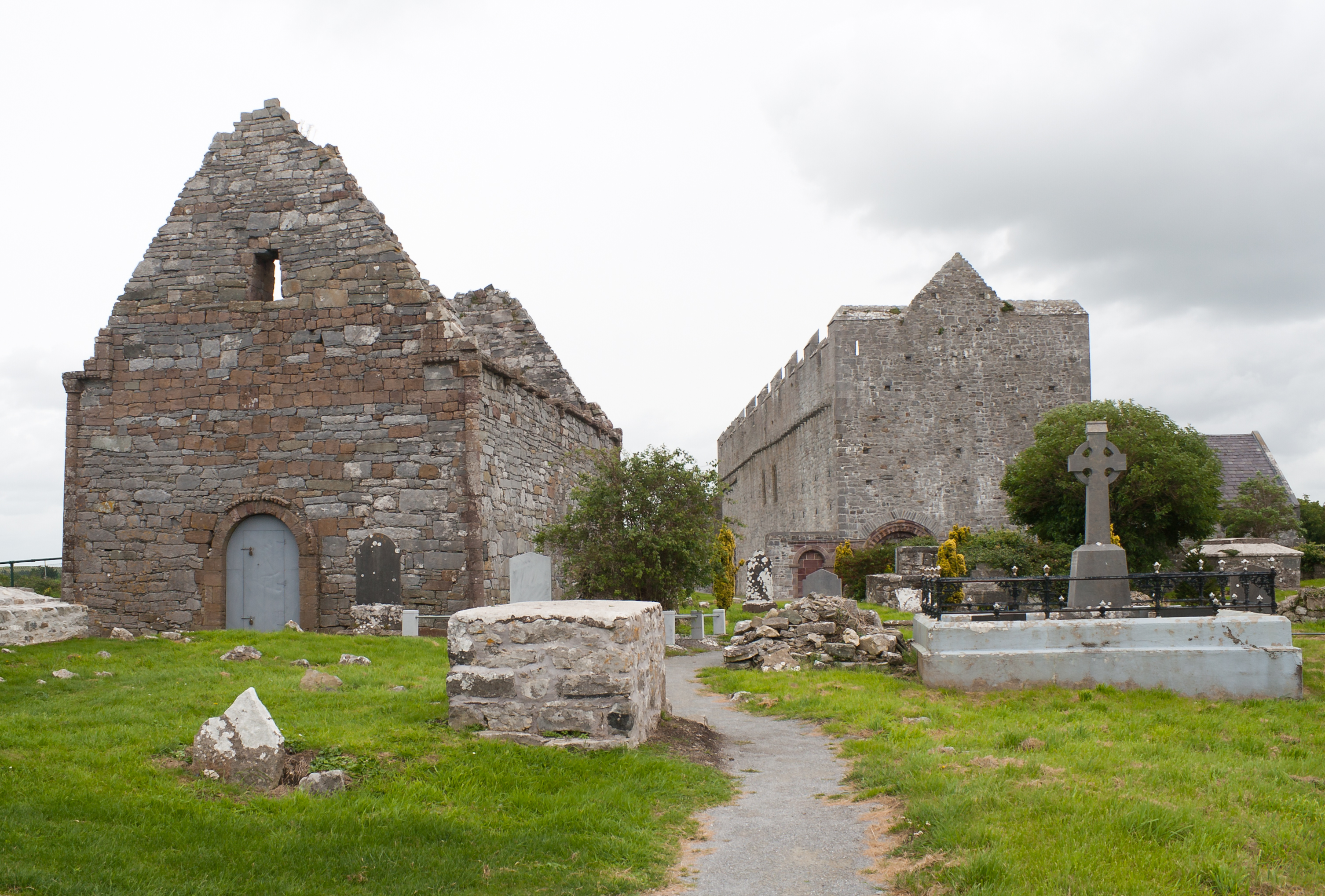
Kirchen Teampall na hÓighe und Teampall na nGrífín
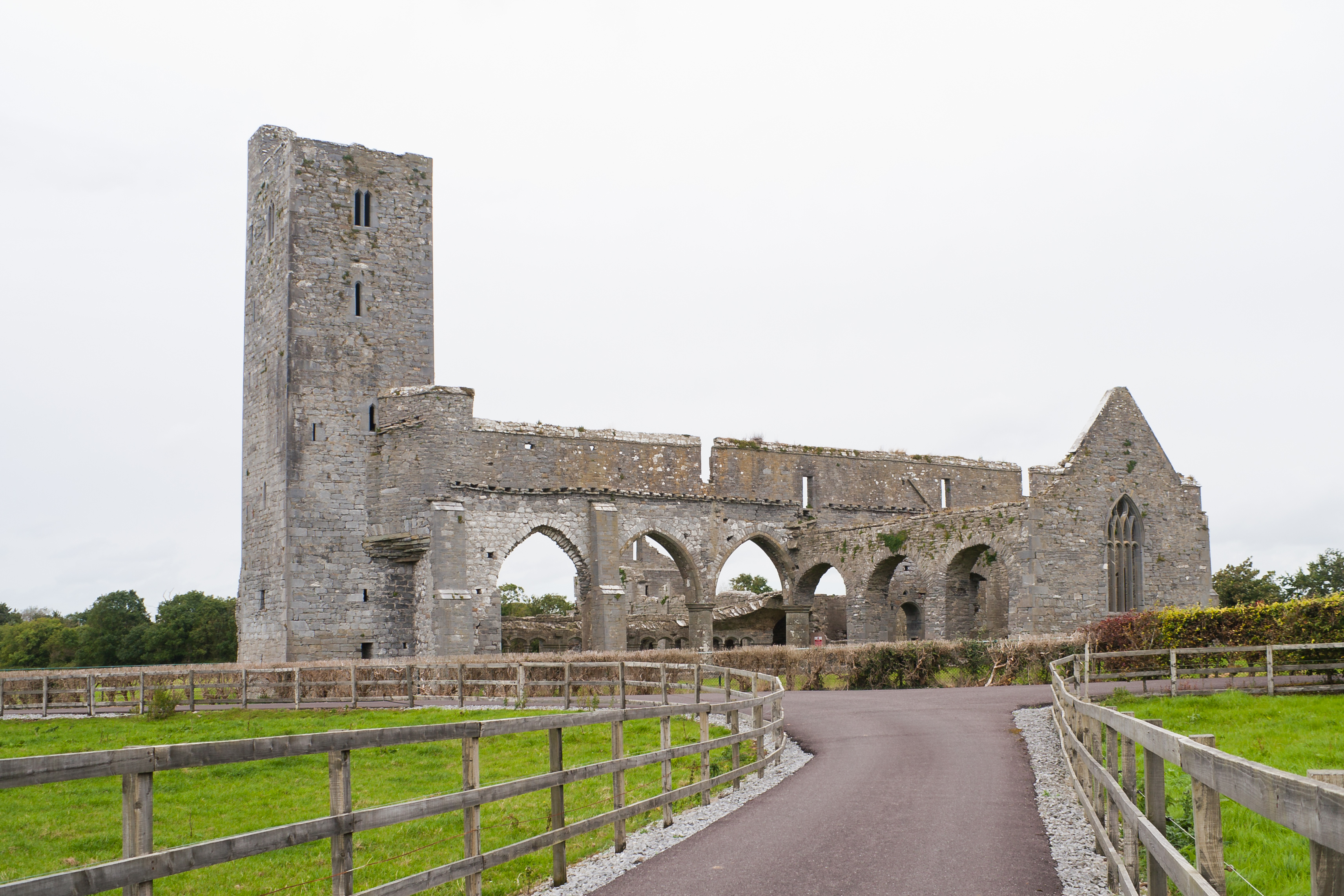
Franziskanerkloster Ardfert
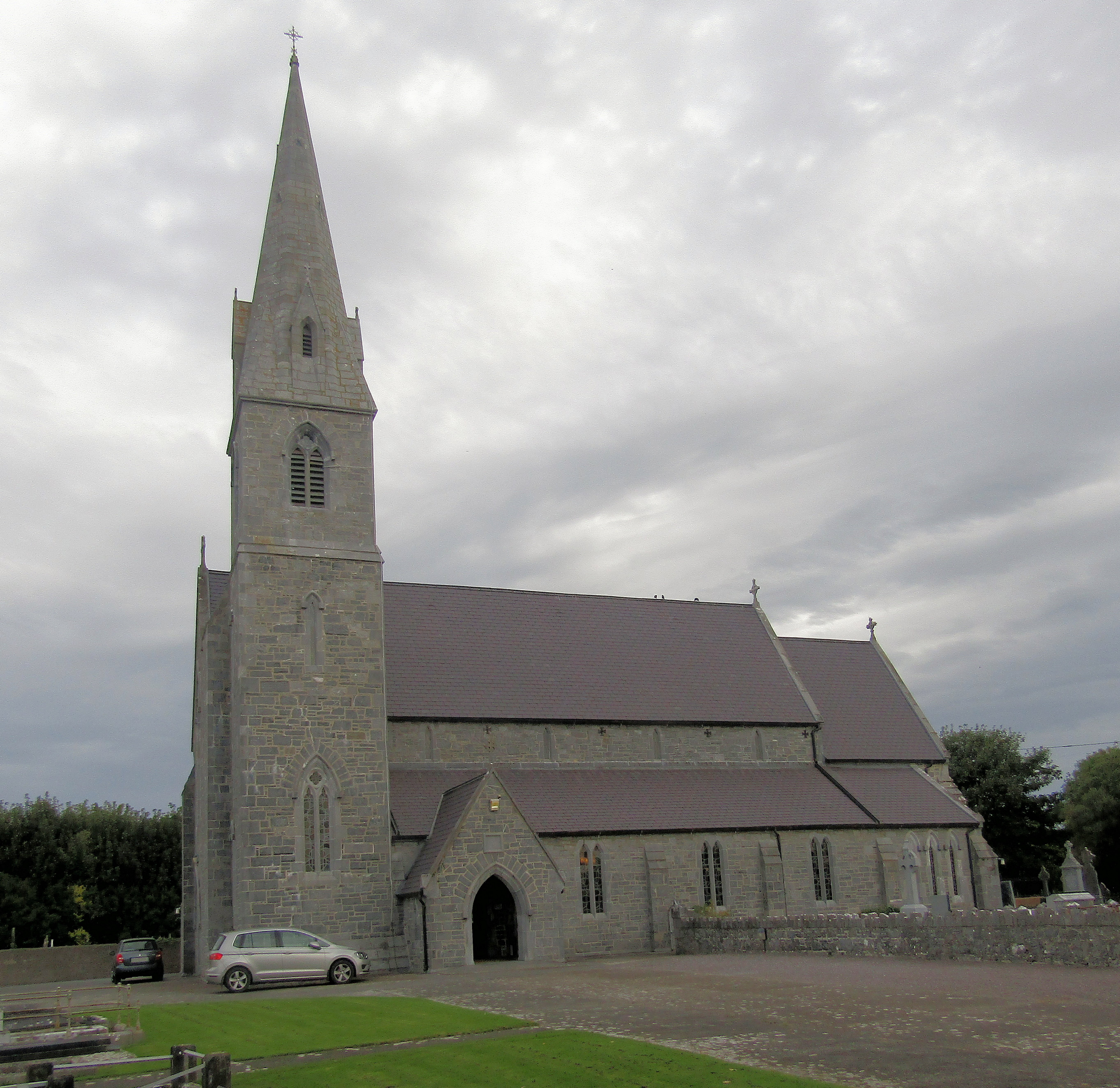
Katholische Kirche St. Brendan
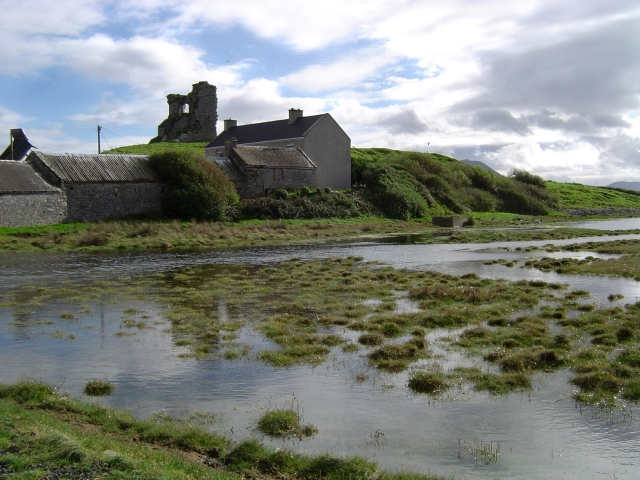
Rahoneen Castle nahe der Bucht Barrow Harbour

Ardfert nimmt heute für die Umgebung wichtige Versorgungs- und Dienstleistungsaufgaben wahr. So gibt es hier neben der Kirche Saint Brendan’s und der Schule (Ardfert Central National School) drei Gaststätten, mehrere Hotels und Pensionen, eine Autoreparaturwerkstatt, einen Arzneimittelshop und eine Tierklinik.
Der Oghamstein von Ardfert stammt von einem Feld auf der anderen Straßenseite westlich des Friedhofs von Ardfert. Er befindet sich im Besucherzentrum der Kathedrale. Er ist 1,22 m hoch, 0,3 m breit und 0,28 m dick und besteht aus glimmerhaltigem Sand. Von der Inschrift ist nur noch „CT (A) N QLOG“ übrig. Ein zweiter Ogham-Stein ist in die Nordwand des Temple na Griffin integriert.

## Belege
1. 1 2 3  Census 2022. citypopulation.de, abgerufen am 24. Dezember 2023.
2. ↑  Geschichte und Kulturerbe auf www.liquisearch.com (englisch)
3. ↑  Bahnhof Ardfert auf www.railscot.co.uk/Ireland (pdf-Format, englisch)